# Épineuse
Épineuse település Franciaországban, Oise megyében. Lakosainak száma 282 fő (2022. január 1.). Épineuse Fouilleuse, Avrigny, Bailleul-le-Soc, Maimbeville, Catenoy és Sacy-le-Grand községekkel határos.

## Népesség
A település népességének változása:
| Lakosok száma | 262  | 251  | 254  | 244  | 252  | 260  | 267  | 275  | 282  |
|               | 2013 | 2015 | 2016 | 2017 | 2018 | 2019 | 2020 | 2021 | 2022 |